# Staré Holice

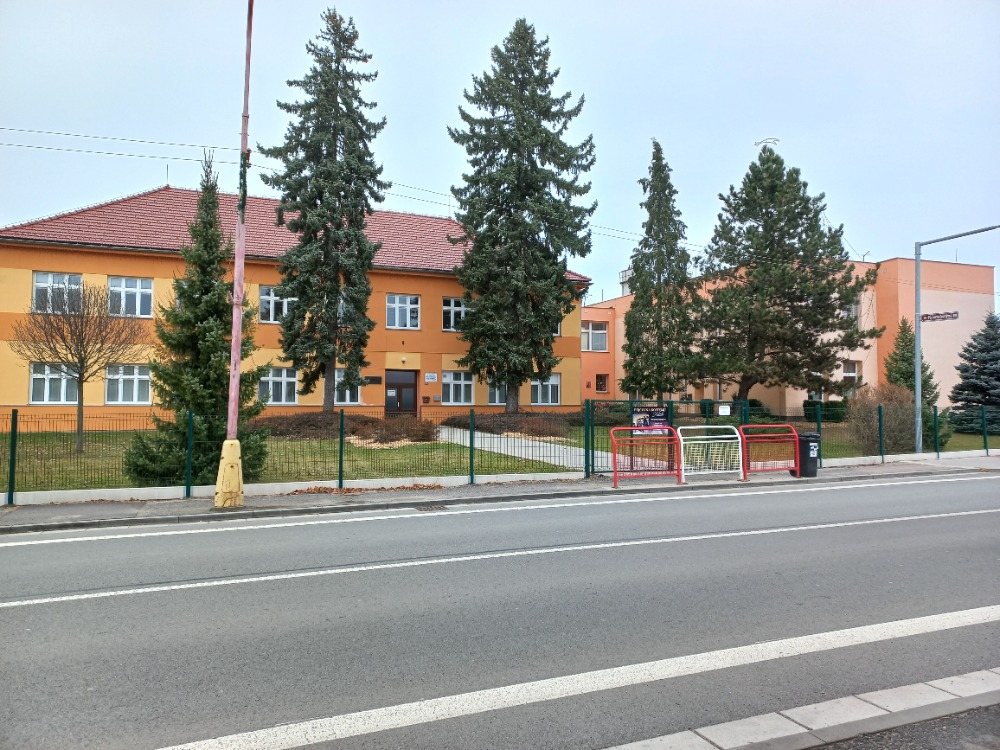
Mateřská Škola Holice Staroholická 236

Staré Holice (německy: Alt Holitz) je část města Holice v okrese Pardubice. Nachází se na východě Holic. Prochází zde silnice I/36. V roce 2009 zde bylo evidováno 428 adres. V roce 2001 zde trvale žilo 1142 obyvatel.
Staré Holice leží v katastrálním území Holice v Čechách o výměře 19,65 km2.